# Kéktorkú motmot
A kéktorkú motmot (Aspatha gularis) a madarak osztályának verébalakúak (Passeriformes)  rendjébe és a motmotfélék (Momotidae) családjába tartozó Aspatha nem egyetlen faja.

## Rendszerezése
A fajt John Gould angol ornitológus írta le 1858-ban, a Prionites nembe Prionites gularis néven.

## Előfordulása
Mexikó, Guatemala, Honduras és Salvador területén honos. Természetes élőhelyei a szubtrópusi és trópusi hegyi esőerdők. Állandó, nem vonuló faj.

## Megjelenése
Testhossza 28 centiméter.

## Természetvédelmi helyzete
Az elterjedési területe nagyon nagy, egyedszáma 20000-49999 példány közötti, viszont csökken, de még nem éri el a kritikus szintet. A Természetvédelmi Világszövetség Vörös listáján nem fenyegetett fajként szerepel.